# Giacomo Giovanni Billiverti
Giacomo Giovanni Biliverti, původním jménem Jacues Bylivelt (1550 Delft - leden/duben 1603 Florencie), byl původem nizozemský (vlámský) zlatník období manýrismu, naturalizovaný v Itálii, který pracoval zejména pro velkovévodu Ferdinanda I. Medicejského. Proslavil se korunou velkovévodů toskánských a luxusním stolním nádobím s chinoiseriemi.

## Život a dílo
Jacques Bylivelt se narodil Jacobu Janszoonovi Bijleveltovi v nizozemském městě Delft v roce 1550. Základy zlatnického řemesla poznal v otcově dílně, dále se učil v Augsburgu.

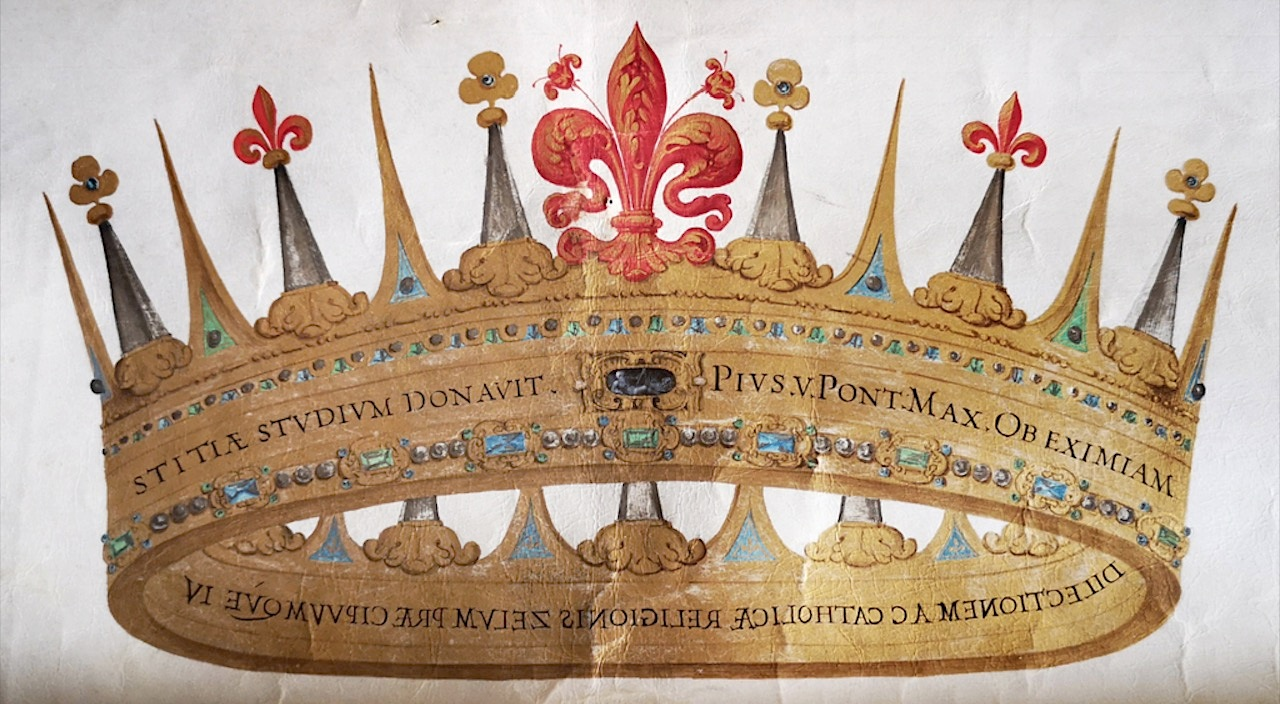
Koruna velkovévodů toskánských na kresbě z roku 1569

Před nebo až v roce 1569 opustil Nizozemsko a přesídlil do Florencie, kde vstoupil jako dvorní zlatník a klenotník do služeb Cosima I. Medicejského ve Florencii, pro něhož zhotovil velkovévodskou korunu (známou pouze z jedné kresby a z portrétu). Pro Cosimově smrti pracoval pro jeho syny. Pro Ferdinanda I. vytvořil či upravil mnohé klenoty a šperky, oblíbil se techniku emailu a styl šinoazérií. Velkovévoda Ferdinand I. mu také svěřil diplomatické mise doprovázet zahraniční šlechtické návštěvy a ukazovat jim umělecké poklady města Florencie. Po jeho smrti v roce 1587 pracoval ještě pro Františka I., jeho nádobí a šperky si objednávali také římský císař Rudolf II. a jeho dvořané, proto se několik příkladů dochovalo ve sbírce Uměleckohistorického muzea ve Vídni.
Vedl rovněž brusírnu drahokamů.
Roku 1576 se oženil s Fiamettou Mazzyfiriovou. Své jméno pak upravil do italštiny. Jeho syn Giovanni se stal malířem.